# ليلى فروهر
ليلى فروهر (بالفارسية: لیلا فروهر) (23 فبراير 1959 في إصفهان، المملكة الإيرانية - )؛ مغنية، ممثلة وموسيقية إيرانية، اشتهرت في زمن المملكة الإيرانية في ظل الأسرة البهلوية قبل قيام نظام الجمهورية الإسلامية.

## وصلات خارجية
- ليلى فروهر على موقع IMDb (الإنجليزية)
- ليلى فروهر على موقع ميوزك برينز (الإنجليزية)
- ليلى فروهر على موقع ديسكوغز (الإنجليزية)
- ليلى فروهر على موقع قاعدة بيانات الفيلم (الإنجليزية)